# S láskou, Rosie
S láskou, Rosie je britský romantický film, založený na stejnojmenném románu irské autorky Cecelie Ahern. Hlavními hvězdami jsou Lily Collins, Sam Claflin, Tamsin Egerton, Suki Waterhouse, Jaime Winstone a Lily Laight.
Příběh sleduje přátelství Alexe a Rosie, které trvá už od nepaměti. Jejich cesty se rozejdou, když Alex odchází studovat do Bostonu a Rosie zjišťuje, že je těhotná. Mezi nimi stojí oceán a v průběhu života i jiné vztahy, aféry, manželství, závazky a děti.

## Obsazení
| Lily Collins    | Rosie Dunne  |
| Sam Claflin     | Alex Stewart |
| Tamsin Egerton  | Sally        |
| Suki Waterhouse | Bethany      |
| Jaime Winstone  | Ruby         |
| Christian Cooke | Greg         |
| Lily Laight     | Katie Dunne  |
| Nick Lee        | Herb         |
| Nick Hardin     | Joe American |
| Jamie Beamish   | Phil         |

## Produkce
Natáčení začalo v květnu roku 2013 v Torontu a poté se natáčení přesunulo do Dublinu.